# Mikkel Aagaard
Mikkel Aagaard, född 18 oktober 1995 i Frederikshavn, är en dansk ishockeyspelare som spelar för Skellefteå AIK i SHL.

## Klubbar (i urval)
- Frederikshavn White Hawks, Superisligaen (2012/2013 – 2013/2014)
- Niagara IceDogs, OHL (2014/2015 – 2015/2016)
- Sudbury Wolves, OHL (2015/2016)
- Stockton Heat, AHL (2016/2017)
- Adirondack Thunder, ECHL (2016/2017)
- Springfield Thunderbirds, AHL (2017/2018)
- Manchester Monarchs, ECHL (2017/2018)
- University of Guelph, OUA (2018/2019 – 2019/2020)
- Grizzlys Wolfsburg, DEL (2019/2020)
- Modo Hockey, Allsvenskan (2020/2021 – 2024/2025)
- Skellefteå AIK, SHL (2025/2026 –)